# تشانغ تشو
تشانغ تشو (بالصينية: 张楚) هو كاتب أغاني وملحن ومغني صيني، ولد في 17 نوفمبر 1968 في شيان في الصين.

## وصلات خارجية
- الموقع الرسمي
- تشانغ تشو على موقع ميوزك برينز (الإنجليزية)
- تشانغ تشو على موقع ديسكوغز (الإنجليزية)